# Pair programming

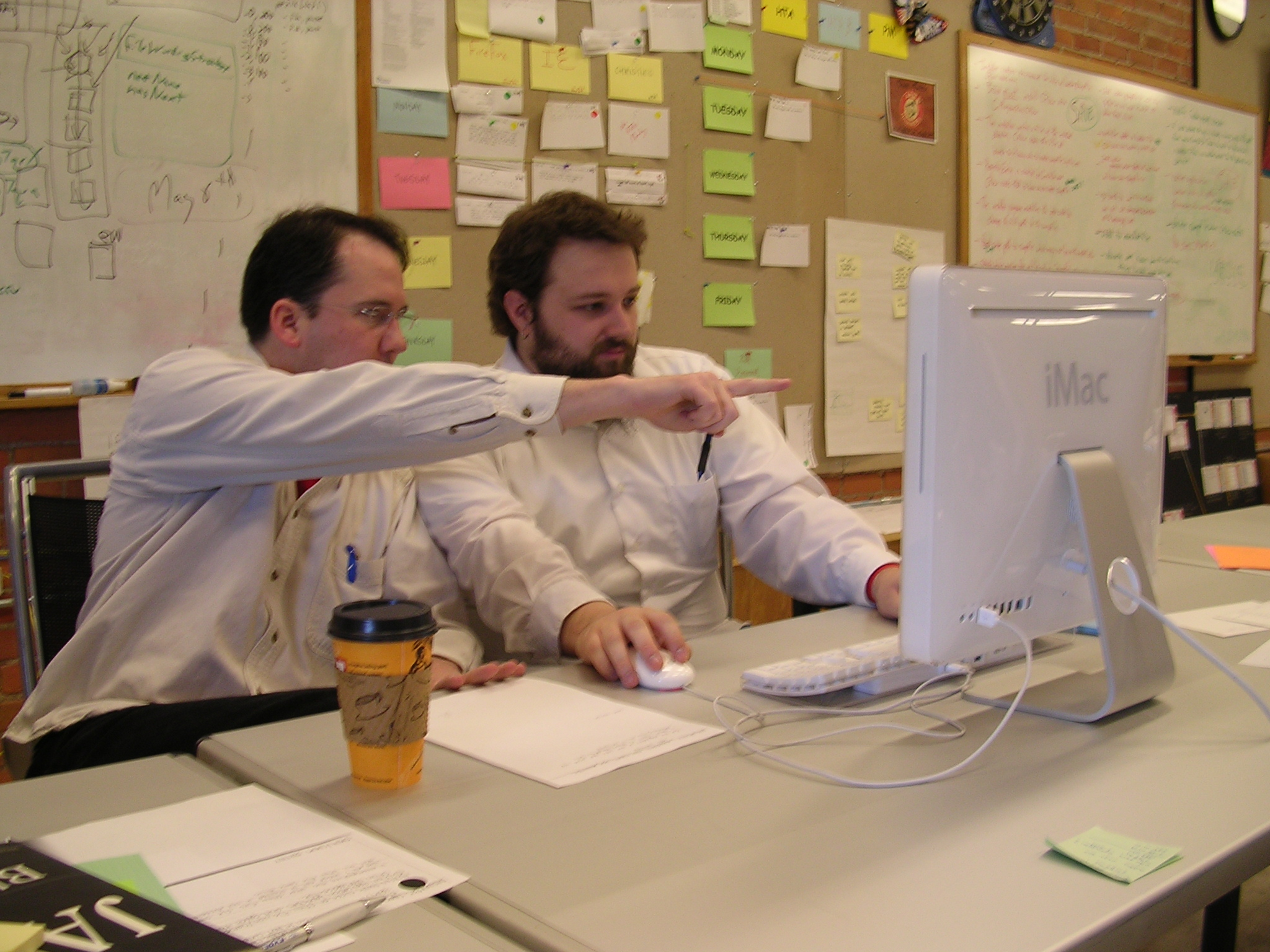
Due colleghi che programmano in coppia (2007)

La programmazione in coppia, meglio nota come pair programming, è una metodologia di sviluppo del software di tipologia agile nella quale due programmatori lavorano insieme sulla stessa postazione di lavoro. I due solitamente hanno due ruoli distinti che possono scambiarsi: uno, detto "conducente" (driver), ha il compito di scrivere il codice, mentre l'altro, detto "osservatore" (observer) o "navigatore" (navigator), è incaricato di supervisionare e correggere il codice man mano che viene scritto. Il conducente ha l'obiettivo principale di portare a termine una soluzione funzionante del problema in considerazione, mentre al navigatore è lasciato il compito di segnalare errori del conducente o proporre strategie alternative di soluzione.
Il pair programming è in genere applicato insieme ad altri concetti tipici delle metodologie agili e dell'extreme programming.  Per esempio, l'attività di sviluppo viene in genere suddivisa in brevi cicli di sviluppo vincolati temporalmente (timeboxing), e ciascun ciclo si conclude con un rilascio del codice sviluppato (integrazione continua).  In molti casi, i due programmatori si scambiano di ruolo al termine di ciascun ciclo di sviluppo.